# Аккенсе (Улытауская область)
Аккенсе (каз. Аққеңсе) — село в Улытауском районе Улытауской области Казахстана. Входит в состав Мыйбулакского сельского округа. Код КАТО — 356065200.

## Население
В 1999 году население села составляло 341 человек (181 мужчина и 160 женщин). По данным переписи 2009 года, в селе проживало 205 человек (123 мужчины и 82 женщины).